# Paraguai nos Jogos Pan-Americanos de 2011
O Paraguai participou dos Jogos Pan-Americanos de 2011 em Guadalajara, no México.

## Desempenho

### Remo
| Atleta             | Prova                            | Elim.   | Elim.     | Repescagem | Repescagem | Final   | Final          |
| Atleta             | Prova                            | Tempo   | Pos.      | Tempo      | Pos.       | Tempo   | Pos.           |
| ------------------ | -------------------------------- | ------- | --------- | ---------- | ---------- | ------- | -------------- |
| Reynaldo Sosa      | Skiff simples masculino          | 7:51.40 | 6º/bat. 2 | 7:40.59    | 5º/rep. 2  | 7:29.38 | 12º/6º Final B |
| Gabriela Mosqueira | Skiff simples peso leve feminino | 8:48.83 | 4º/bat. 2 | 8:09.09    | 2º/rep. 1  | 8:07.14 | 4º             |

Legenda
| Recorde mundial                  | Recorde mundial (World record)               |                       | Recorde africano                      | Recorde africano (African) |                                           | Q | Classificado por posição (Qualified) |
| Recorde dos Jogos Pan-Americanos | Recorde pan-americano (Pan-American record)  | Recorde da América    | Recorde da América (Americas)         | q                          | Classificado por melhor tempo (Qualified) |   |                                      |
| Melhor marca do ano              | Melhor marca do ano (World leading)          | Recorde asiático      | Recorde asiático (Asian)              | DNS                        | Não largou (Did not start)                |   |                                      |
| Recorde nacional                 | Recorde nacional (National record)           | Recorde europeu       | Recorde europeu (European)            | DNF                        | Não terminou (Did not finish)             |   |                                      |
| Recorde pessoal                  | Recorde pessoal do atleta (Personal best)    | Recorde da Oceania    | Recorde da Oceania (Oceania)          | DSQ / DQ                   | Desclassificado (Disqualified)            |   |                                      |
| Recorde da temporada             | Recorde da temporada do atleta (Season best) | Recorde sul-americano | Recorde sul-americano (South America) | NM                         | Sem marca (No mark)                       |   |                                      |